# Округ Огемо (Мичиген)
Огемо (енгл. Ogemaw County) је округ у америчкој савезној држави Мичиген.

## Демографија
По попису из 2010. године број становника је 21.699, што је 54 (0,2%) становника више него 2000. године.
| Група             | 2000.          | 2010.          |
| Белци             | 20.906 (96,6%) | 20.865 (96,2%) |
| Афроамериканци    | 29 (0,1%)      | 39 (0,2%)      |
| Азијати           | 82 (0,4%)      | 76 (0,4%)      |
| Хиспаноамериканци | 252 (1,2%)     | 309 (1,4%)     |
| Укупно            | 21.645         | 21.699         |